# 泽利姆汉·汉戈什维利
泽利姆汉·蘇丹尼斯澤·汉戈什维利（羅馬化：zelimkhan sultanis dze khangoshvili；1979年8月15日—2019年8月23日），车臣格鲁吉亚族人，曾在第二次車臣戰爭期间担任伊奇克里亞車臣共和國排长，并在2008年俄格战争期间担任格鲁吉亚军官。泽利姆汉·汉戈什维利被俄羅斯聯邦安全局视为恐怖分子，并被俄罗斯當局通缉。2019年8月23日，泽利姆汉·汉戈什维利在德國蒂尔加滕区被俄羅斯聯邦安全局特工瓦迪姆·克拉西科夫暗杀。
2021年12月15日，柏林法院裁定瓦迪姆·克拉西科夫杀人罪名成立，判处其终身监禁。在宣判后德国外交部召见了俄罗斯大使谢尔盖·涅恰耶夫，宣布驱逐2名俄罗斯外交官。